# 73533 Алонсо
73533 Алонсо (2003 OC6, 1992 OG9, 2000 WS114, 73533 Alonso) — астероїд головного поясу.
Тіссеранів параметр щодо Юпітера — 3,533.